# 脂肪吸引

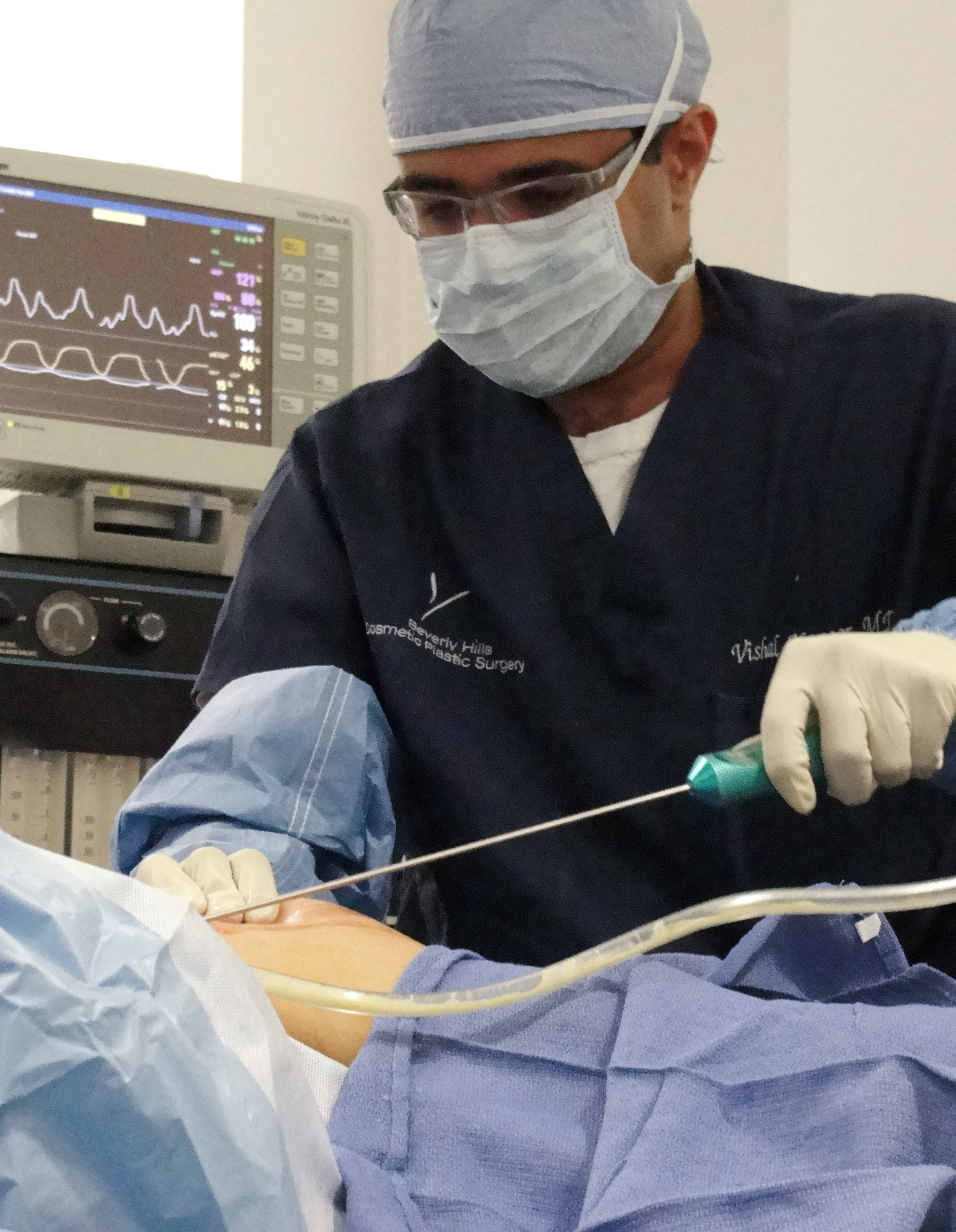
カニューレで脂肪を吸引している様子

脂肪吸引（しぼうきゅういん）とは、皮下脂肪をカニューレと呼ばれる特殊な吸引管で取り除く手術を指す。皮下脂肪に悩んでいる人、部分的に脂肪を取りたい人、ダイエットとリバウンドを繰り返している人に用いられる。

## 方法
脂肪を減らしたい場所に管（脂肪吸引管、カニューレ Cannula）を挿入し、陰圧で吸引、除去していく。脂肪吸引法がポピュラーになる以前は脂肪切除術が主流であったが、脂肪吸引法は傷が小さい事などを理由に、今では脂肪を減らす方法として主流となっている。
通常は、吸引前に止血効果や鎮痛効果のある溶液（チュメセント麻酔液）を吸引部位に注入して脂肪を吸引管で吸引する。この従来の方法はWET法（ウェット・メソッド）と呼ばれる。この従来の方法では、硬い（そのままの）脂肪を直接吸引するため体への負担が大きく、術後皮膚が凸凹になる、質感が悪くなる等、デメリットも多かったが、近年では医学の進歩（後述）により、改善が進んでいる。ただし、最終的な仕上がりには新しい技術も大切だが、今でも術者の技術に大きく左右される事も事実である。
また、一度の手術で吸引できる脂肪の量は、顔の場合30㏄、腹部や太ももの場合1,000㏄〜3,000㏄とされる。

## 脂肪吸引による死亡その他のリスク
- 死亡事故
  1. 脂肪吸引は生命に対するリスクを伴う行為である[2]。80年代には麻酔科医の管理下でないにも拘わらず全身麻酔下で止血剤を用いずに吸引を行なっていたため、麻酔事故と出血多量が死亡事故の主原因であった。チュメセント法の採用により、出血多量による事故は減少したが、局所麻酔（特にリドカイン）と止血剤（特にアドレナリン）の併用による死亡事故が生ずるようになる（過剰投与やアナフィラキシーショックによる呼吸不全や心不全）。またチュメセント法により吸引可能な脂肪の量が増えたため、脂肪塞栓などによる血栓症・呼吸不全による死亡事故を生ずるようになった。更に、その後に展開してきたカニューレの高機能化（PAL、ジェット水流、超音波）は却ってカニューレに因る腹膜損傷を容易にし、腹膜や腸などの損傷による感染症・多量出血などによる死亡事故をもたらすに到っている。
  2. 東京都豊島区の品川美容外科池袋院で2009年、脂肪吸引手術を受けた女性が死亡した事故。不適切なカニューレ操作により女性の腹壁と腸を損傷し、2日後に脱水症で死亡させたとされる。執刀医は業務上過失致死罪で起訴され、2012年8月に有罪判決が下された(禁錮1年6月、執行猶予3年)[3]。
  3. 2017年12月、名古屋市中区の美容整形クリニックで脂肪吸引の手術を受けた同市中村区の20代女性が、手術後に自宅で死亡しているのが見つかった。司法解剖では死因は特定できず、愛知県警は執刀医らから任意で事情を聴くなどし、手術方法や術後の処置などと、死亡との因果関係について調べている[4][5]。
  4. 2023年4月、大阪市内のクリニックで48歳の男性が頬部の脂肪吸引の施術を受け、九州の自宅に戻ったあと腫れあがった顔写真を送り術後の異常を訴える等していたが、翌日に窒息により死亡。2024年2月に、施術をした37歳の医師は、的確な医療措置を受けるよう指示しなかった過失で書類送検された[6]。

- 施術それ自体に因る一般的リスク
  1. 感染症（処置に伴う熱傷、カニューレ挿入・脂肪組織の吸引に伴う内部組織の損傷による）
  2. 出血、また神経・皮膚・組織・臓器に対する損傷（同上、脂肪吸引手術による死亡事故の主原因）
  3. 脂肪塞栓症（吸引によって遊離した微小な脂肪塊が血栓として血管を詰まらせる）
  4. ショック症状とそれによる心停止・意識障害・痙攣・悪性高熱・組織壊死（麻酔薬・止血薬の過剰投与やアレルギーによる）
  5. 脂肪の吸引結果が美しくない（吸引部分自体が不揃い or デコボコの皮膚 etc.）

- 皮下脂肪の減少に因る一般的影響とリスク
  1. 腹部脂肪除去後の乳房肥大（これは特に男性では問題になりうる）。
  2. 内臓脂肪・異所性脂肪の増大（肥満に伴う健康問題はこの両者によって惹き起こされる）。

- その他
  1. 脂肪吸引は、それによる体重減少や脂肪細胞数の減少に拘わらず、メタボリック症候群の改善をなんらもたらさないことが知られており、肥満による医学的問題の解決にはならない（その意義は純粋に美容目的に限られる）。
  2. また、皮下脂肪細胞を除去することによって、余剰摂取カロリーが脂肪として蓄積される先が、脂肪細胞が除去されていない部位の皮下脂肪・内臓脂肪・異所性脂肪に転移することに伴う問題が生じうる。たとえば腹部を脂肪吸引した場合には、手足や臀部・内臓などに脂肪がつきやすくなるため、過剰な脂肪吸引はリスクを伴う。
  3. 過食症などの治療にはならない。見た目的に太りにくくなったために、かえって過食が進むリスクがある。

## 脂肪吸引技術
- 体内式超音波脂肪吸引
先端から超音波を発する管を用い、脂肪に直接超音波を照射して脂肪細胞を破壊し、吸引していく。初期のものは超音波の出力が強く、内側から皮膚を傷つけたり（火傷）、炎症が長引く事があった。皮下脂肪の約70％の除去が可能。

- 体外式超音波脂肪吸引
皮膚表面から超音波を当てて脂肪を柔らかくし、カニューレで吸引していく。純粋な初代WET法よりも体への負担が少ないため普及した。しかし、超音波を当てる際に表皮を火傷する可能性がある等のデメリットも多かった。皮下脂肪の約70％の除去が可能。

- PAL（パワーアシスト）脂肪吸引
カニューレ（吸引管）自体が振動し、脂肪を破砕、吸引しやすくする方法。今も改良新型が出て脂肪吸引機のスタンダードとなりつつある。

- エルコーニアレーザー脂肪吸引
エルコーニアレーザーというレーザー光を皮膚表面から数分間照射して脂肪細胞を柔らかくし、カニューレで吸引していく。脂肪が柔らかくなるため初期の方法より体への負担が少ない。エルコーニアレーザーは脂肪吸引に使用する低出力レーザー機。FDA認可。皮下脂肪の約70％の除去が可能。

- ボディジェット脂肪吸引
カニューレの先から出るジェット水流で脂肪を分解し吸引していく。水の力で組織を分離（脂肪細胞間、及び脂肪組織と筋肉組織など）するため、周辺組織への負担、体への負担が少ない。FDA認可。皮下脂肪の約70％の除去が可能。

- ベイザー脂肪吸引
ベイザー脂肪吸引方式を紹介している「ベイザー脂肪吸引公式サイト」の主張によると、カニューレの先端から出る特殊な振動エネルギーであるベイザー（VASER）波で脂肪を乳化、また硬い結合組織も軟弱化させ吸引していく。ベイザー波には止血効果もあり、体への負担が少ない。ベイザー波を用いた脂肪吸引により安全に皮膚直下の浅い層の脂肪まで除去でき、皮膚の引き締め効果もある。FDA認可。皮下脂肪の約90％の除去が可能。[7]